# (16445) Klimt
(16445) Klimt est un astéroïde de la ceinture principale.

## Description
(16445) Klimt est un astéroïde de la ceinture principale. Il fut découvert le 3 avril 1989 à La Silla par Eric Walter Elst. Il présente une orbite caractérisée par un demi-grand axe de 3,19 UA, une excentricité de 0,19 et une inclinaison de 12,2° par rapport à l'écliptique.

## Compléments